# 天津增卅三
天鵝座55，又名BD+45 3291，HD 198478、SAO 50099、HR 7977，是天鵝座的一颗恒星，视星等为4.84，位于銀經85.75，銀緯1.49，其B1900.0坐标为赤經20h 45m 31.8s，赤緯+45° 1.49′ 35″。